# 哈伊爾湖
哈伊爾湖（俄语：Хайыр）是俄羅斯的湖泊，由薩哈共和國負責管轄。位於北極圈以北，直徑約600米，面積0.29平方公里。一群來自莫斯科大學的科學家在1964年聲稱在該湖發現史前生物。

## 水怪
哈伊尔湖水怪据说是生存于哈伊尔湖中的湖怪。1964年1月，意大利的一支探险队在哈伊尔湖探险时，声称目击到了“通体乌黑，长十余米，状如恐龙”的不明生物。莫斯科大学的科学家们为此专门组成了调查队，自1964年夏天起，在哈伊尔湖边开始了长期的观察。在同年的8月上旬，人们两次目击了湖中怪兽的身影，现场的科学家们还记录下了怪兽的身姿。1964年11月22日，苏联《共青团真理报》以“湖中之谜”为题，发表了这幅怪兽的写生画，引起国内外的关注。这篇文章由G. Rokosuev撰写，他在文中称“怪物”首先由科学家组成的考察队的副组长Nikolai Gladkikh目击。